# Cráter volcánico de la laguna del Lucianego
El cráter volcánico de la Laguna del Lucianego se encuentra en el término municipal de Piedrabuena, en la provincia de Ciudad Real (España). Se trata de uno de los casi doscientos cráteres volcánicos del Campo de Calatrava. En épocas de lluvias abundantes se llena de agua a pesar del drenaje perimetral.
En Piedrabuena se conocía este paraje como La Laguna hasta que una persona conocida por su gentilicio -natural de Luciana, Ciudad Real- compró las parcelas que la formaban y pasó a llamarse así.
Se trata de un maar originado por una explosión freatomagmática, es decir por el contacto entre el magma y las aguas subterráneas. Son visibles los lapillis acrecionales que vienen a poner de manifiesto ese origen explosivo.
La laguna se encuentra en un collado rodeado de sierras.

## Acceso
La Laguna del Lucianego se puede observar desde la carretera Nacional 430 a un kilómetro de Piedrabuena en dirección sur, hacia Ciudad Real. Tras salir de la población se inicia el puerto de "Las Perillas" (" La Asperilla" en el habla del municipio) y al llegar al punto más elevado a la derecha se desvía un camino asfaltado que se dirige a la Sierra de la Cruz. Ese camino asfaltado rodea parcialmente la Laguna.

## Usos antrópicos
El terreno del vaso lagunar fue usado con fines agrícolas hasta la segunda mitad del siglo XX, fundamentalmente cultivos de cereales y de algunas leguminosas. Posteriormente y hasta nuestros días se le viene dando un uso ganadero.
Hasta que se modificó ese uso agrario antes mencionado el perímetro de la laguna no estaba vallado y en su interior había un pozo a por cuyas aguas acudía el vecindario en ocasiones especiales como las bodas por ser consideradas de extraordinaria calidad.
Las sierrecillas que rodean la laguna se encuentran parcialmente cultivadas por olivares y alguna parcela más llana de cereal. Las zonas más abruptas se encuentran pobladas de monte.

## Fauna
La Laguna del Lucianego tiene un régimen hidrológico estacional y, de alguna manera, antropizado. Por un lado suele encontrarse en la laguna ganado vacuno y desde un punto de vista natural son frecuentes las aves acuáticas en los períodos propicios como ánade azulón, (Anas platyrrhinchos), cigüeña blanca (Ciconia ciconia) o garza real (Ardea cinerea). Son abundantes los anfibios como el sapo corredor (Bufo calamita).
En los alrededores de la laguna habitan un buen número de especies de gran interés.

## Vegetación
La vegetación presente en el vaso lagunar se encuentra alterada por el uso agroganadero que ha recibido en los últimos tiempos.